# Michel Balbuena
Michel Balbuena (né Miguel Ángel B. García le 7 août 1954 à León en Espagne) est un ancien coureur cycliste professionnel français d'origine espagnole.

## Palmarès
- 1975
  - Une étape du Tour de Tolède
  - 2e du championnat d'Espagne de la montagne amateurs
- 1976
  - Course de côte du mont Coudon
- 1978
  - 2e de Nice-Les Orres-Nice

## Résultats sur les grands tours

### Tour de France
1 participation
- 1979 : 65e